# Canoagem nos Jogos Olímpicos de Verão de 1948
A canoagem nos Jogos Olímpicos de Verão de 1948 foi realizada em Londres, no Reino Unido, com nove eventos disputados. Pela primeira vez foi também incluído ao programa um evento feminino dessa modalidade.

## Eventos da canoagem
Masculino:
 C-1 1000 metros | C-1 10000 metros | C-2 1000 metros | C-2 10000 metros | K-1 1000 metros | K-1 10000 metros | K-2 1000 metros | K-2 10000 metros

Feminino:
 K-1 500 metros

## Masculino

### C-1 1000 metros masculino
| Pos. | País                 | Atletas         | Tempo  |
| ---- | -------------------- | --------------- | ------ |
|      | Checoslováquia (TCH) | Josef Holeček   | 5:42.0 |
|      | Canadá (CAN)         | Douglas Bennett | 5:53.3 |
|      | França (FRA)         | Robert Boutigny | 5:55.9 |

### C-1 10000 metros masculino
| Pos. | País                 | Atletas         | Tempo   |
| ---- | -------------------- | --------------- | ------- |
|      | Checoslováquia (TCH) | František Čapek | 1:02:05 |
|      | Estados Unidos (USA) | Frank Havens    | 1:02:40 |
|      | Canadá (CAN)         | Norman Lane     | 1:04:35 |

### C-2 1000 metros masculino
| Pos. | País                 | Atletas                         | Tempo  |
| ---- | -------------------- | ------------------------------- | ------ |
|      | Checoslováquia (TCH) | Jan Brzák-Felix Bohumil Kudrna  | 5:07.1 |
|      | Estados Unidos (USA) | Steven Lysak Stephen Macknowski | 5:08.2 |
|      | França (FRA)         | Georges Dransart Georges Gandil | 5:15.2 |

### C-2 10000 metros masculino
| Pos. | País                 | Atletas                         | Tempo   |
| ---- | -------------------- | ------------------------------- | ------- |
|      | Estados Unidos (USA) | Steven Lysak Stephen Macknowski | 55:55.4 |
|      | Checoslováquia (TCH) | Václav Havel Jiří Pecka         | 57:38.5 |
|      | França (FRA)         | Georges Dransart Georges Gandil | 58:00.6 |

### K-1 1000 metros masculino
| Pos. | País            | Atletas          | Tempo  |
| ---- | --------------- | ---------------- | ------ |
|      | Suécia (SWE)    | Gert Fredriksson | 4:33.2 |
|      | Dinamarca (DEN) | Johan Kobberup   | 4:39.9 |
|      | França (FRA)    | Henri Eberhart   | 4:41.4 |

### K-1 10000 metros masculino
| Pos. | País            | Atletas          | Tempo   |
| ---- | --------------- | ---------------- | ------- |
|      | Suécia (SWE)    | Gert Fredriksson | 50:47.7 |
|      | Finlândia (FIN) | Kurt Wires       | 51:18.2 |
|      | Noruega (NOR)   | Ejvind Skabo     | 51:35.4 |

### K-2 1000 metros masculino
| Pos. | País            | Atletas                          | Tempo  |
| ---- | --------------- | -------------------------------- | ------ |
|      | Suécia (SWE)    | Hans Berglund Lennart Klingström | 4:07.3 |
|      | Dinamarca (DEN) | Ejvind Hansen Jakob Jensen       | 4:07.5 |
|      | Finlândia (FIN) | Thor Axelsson Nils Björklöf      | 4:08.7 |

### K-2 10000 metros masculino
| Pos. | País            | Atletas                          | Tempo   |
| ---- | --------------- | -------------------------------- | ------- |
|      | Suécia (SWE)    | Gunnar Åkerlund Hans Wetterström | 46:09.4 |
|      | Noruega (NOR)   | Ivar Mathisen Knut Østbye        | 46:44.8 |
|      | Finlândia (FIN) | Thor Axelsson Nils Björklöf      | 46:48.2 |

## Feminino

### K-1 500 metros feminino
| Pos. | País                | Atletas                     | Tempo  |
| ---- | ------------------- | --------------------------- | ------ |
|      | Dinamarca (DEN)     | Karen Hoff                  | 2:31.9 |
|      | Países Baixos (NED) | Alida van der Anker-Doedens | 2:32.8 |
|      | Áustria (AUT)       | Friederike Schwingl         | 2:39.9 |

## Quadro de medalhas da canoagem
| Ordem | País               | Medalha de ouro | Medalha de prata | Medalha de bronze | Total |
| ----- | ------------------ | --------------- | ---------------- | ----------------- | ----- |
| 1     | SWE Suécia         | 4               | 0                | 0                 | 4     |
| 2     | TCH Checoslováquia | 3               | 1                | 0                 | 4     |
| 3     | DEN Dinamarca      | 1               | 2                | 0                 | 3     |
| 3     | USA Estados Unidos | 1               | 2                | 0                 | 3     |
| 5     | FIN Finlândia      | 0               | 1                | 2                 | 3     |
| 6     | CAN Canadá         | 0               | 1                | 1                 | 2     |
| 6     | NOR Noruega        | 0               | 1                | 1                 | 2     |
| 8     | NED Países Baixos  | 0               | 1                | 0                 | 1     |
| 9     | FRA França         | 0               | 0                | 4                 | 4     |
| 10    | AUT Áustria        | 0               | 0                | 1                 | 1     |